# Beugny
Beugny ist eine französische Gemeinde im Département Pas-de-Calais in der Region Hauts-de-France. Sie gehört zum Kanton Bapaume im Arrondissement Arras.

## Lage
Die Gemeinde Beugny liegt 22 Kilometer südsüdöstlich von Arras und 22 Kilometer westsüdwestlich von Cambrai an der ehemaligen Route nationale 29. Beugny grenzt im Nordosten an Morchies im Osten an Beaumetz-lès-Cambrai, im Südosten an Lebucquière, im Süden an Haplincourt, im Südwesten an Frémicourt und im Nordwesten an Vaulx-Vraucourt.

## Bevölkerungsentwicklung
| Jahr                       | 1962 | 1968 | 1975 | 1982 | 1990 | 1999 | 2006 | 2014 | 2022 |
| -------------------------- | ---- | ---- | ---- | ---- | ---- | ---- | ---- | ---- | ---- |
| Einwohner                  | 402  | 354  | 360  | 300  | 319  | 319  | 312  | 380  | 353  |
| Quellen: Cassini und INSEE |      |      |      |      |      |      |      |      |      |

## Sehenswürdigkeiten

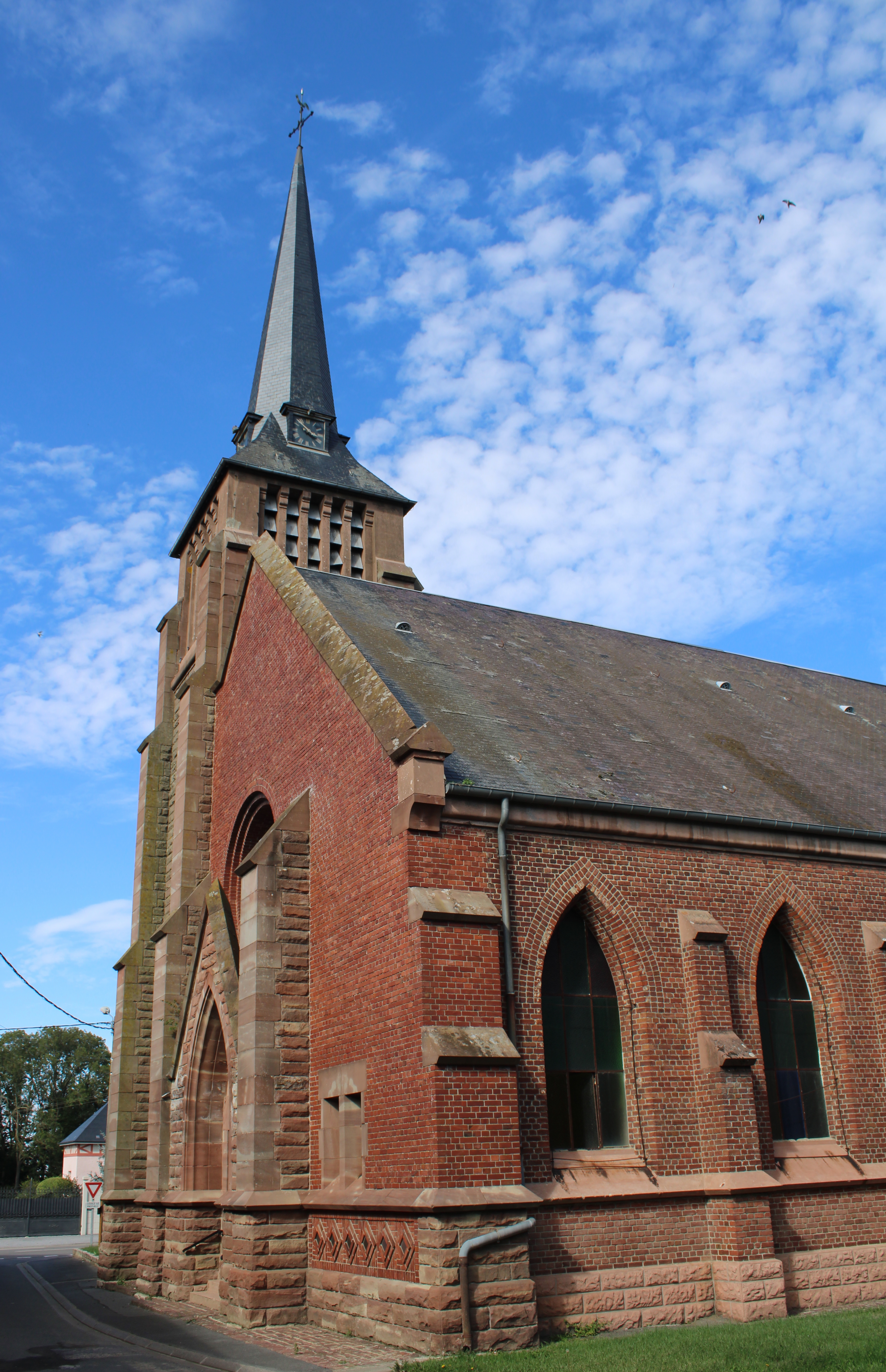
Kirche Saint-Géry
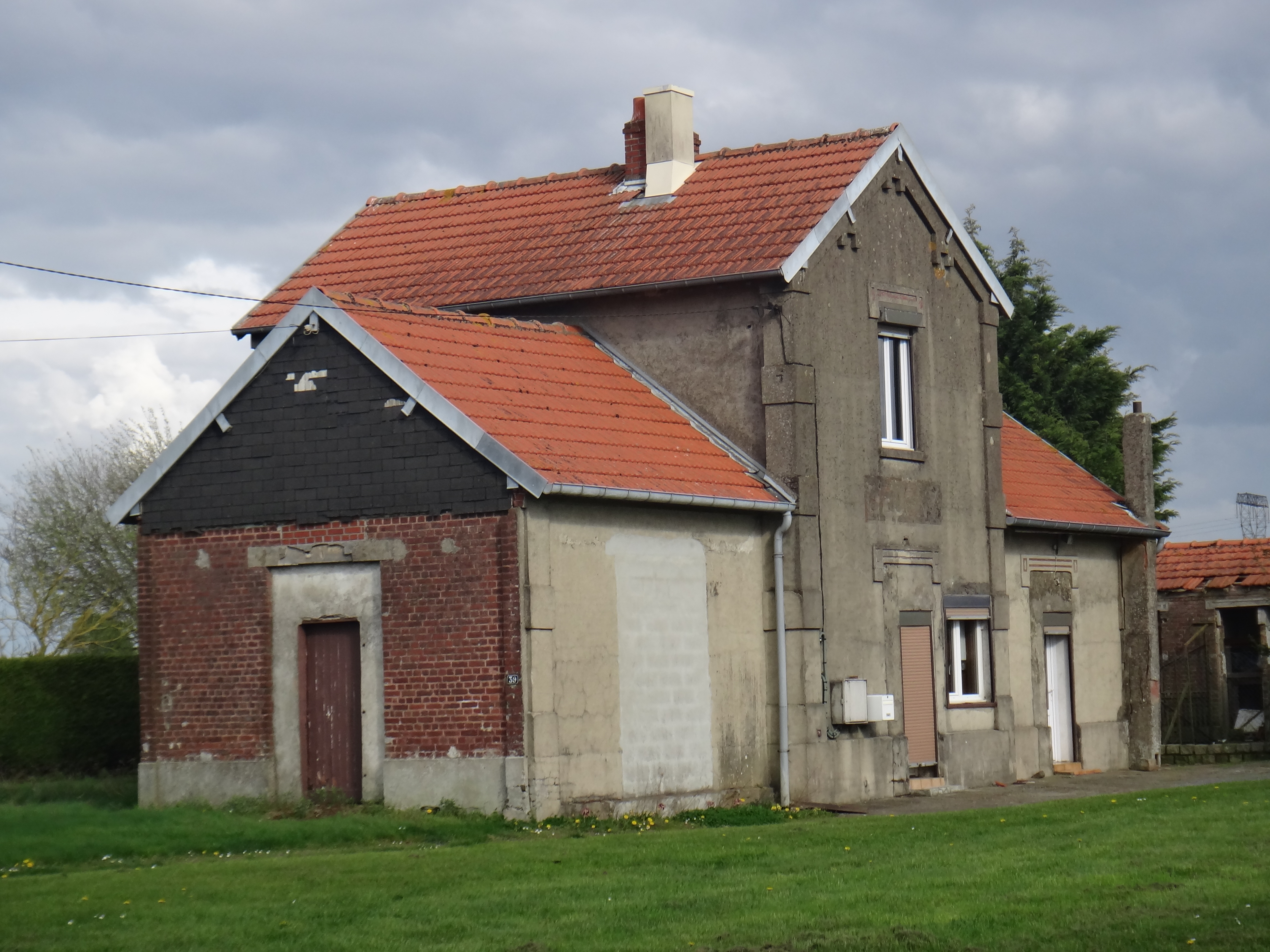
Ehemaliger Bahnhof
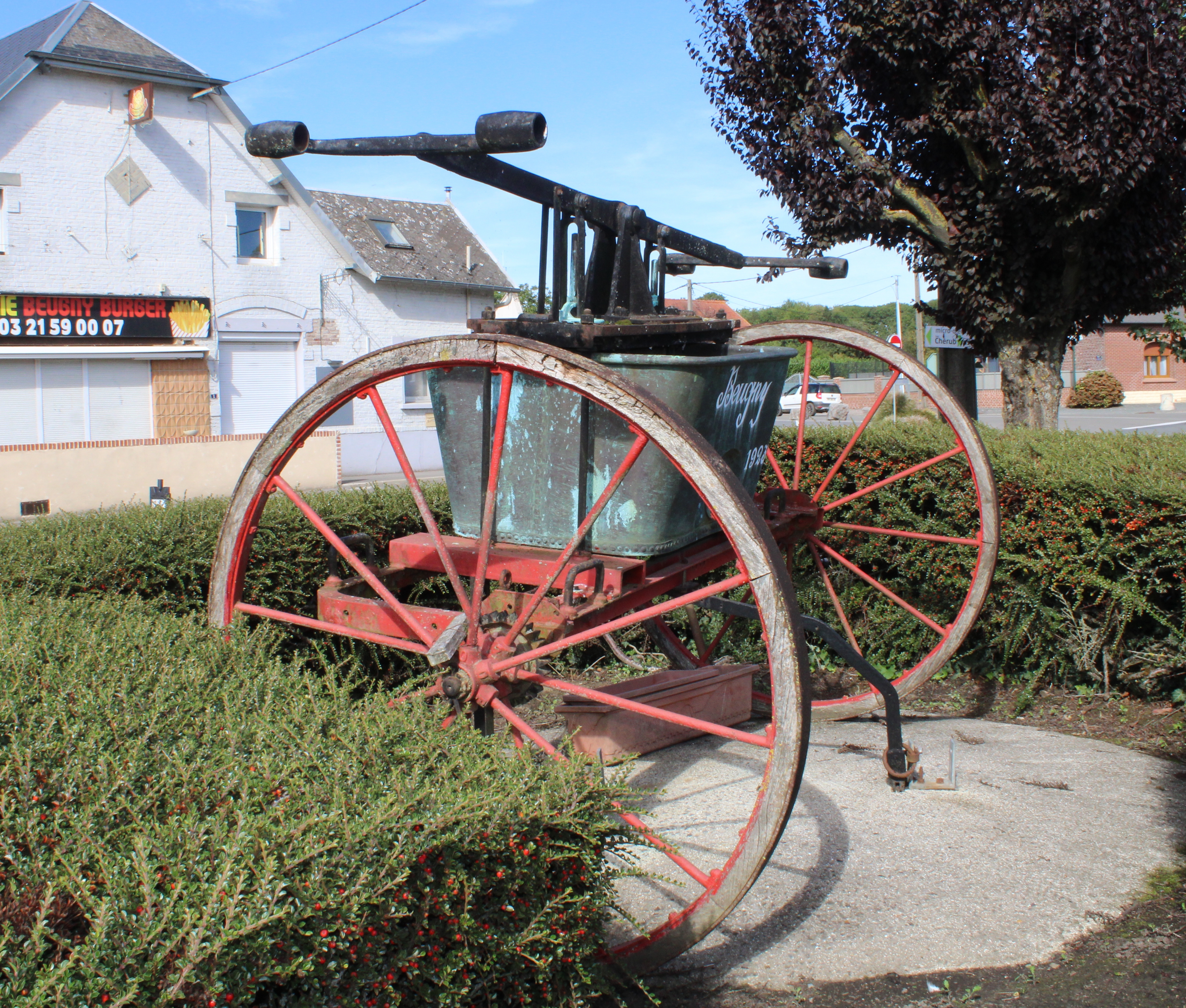
Alte Feuerwehrspritze
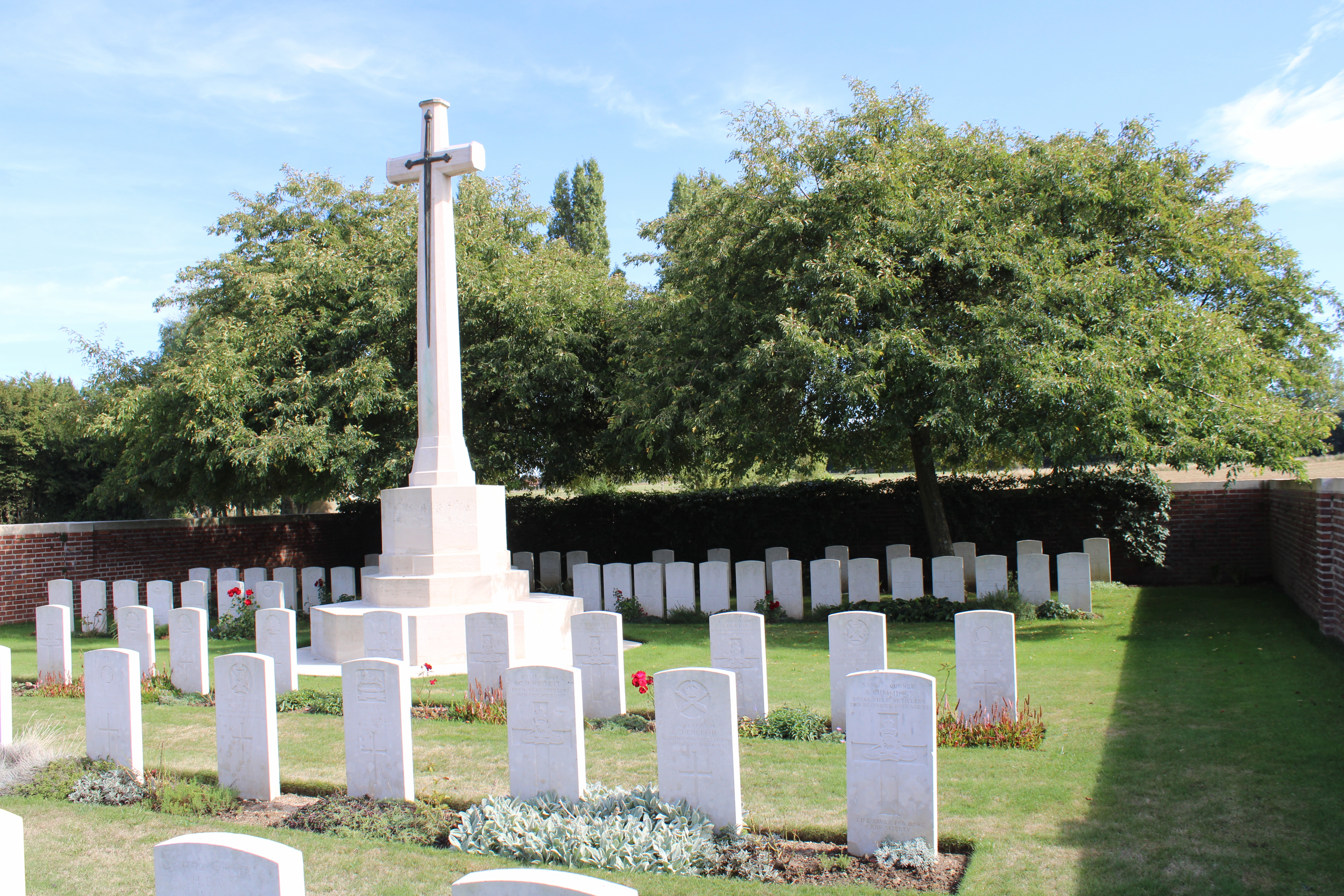
Britischer Soldatenfriedhof „Red Cross Corner Cemetery“
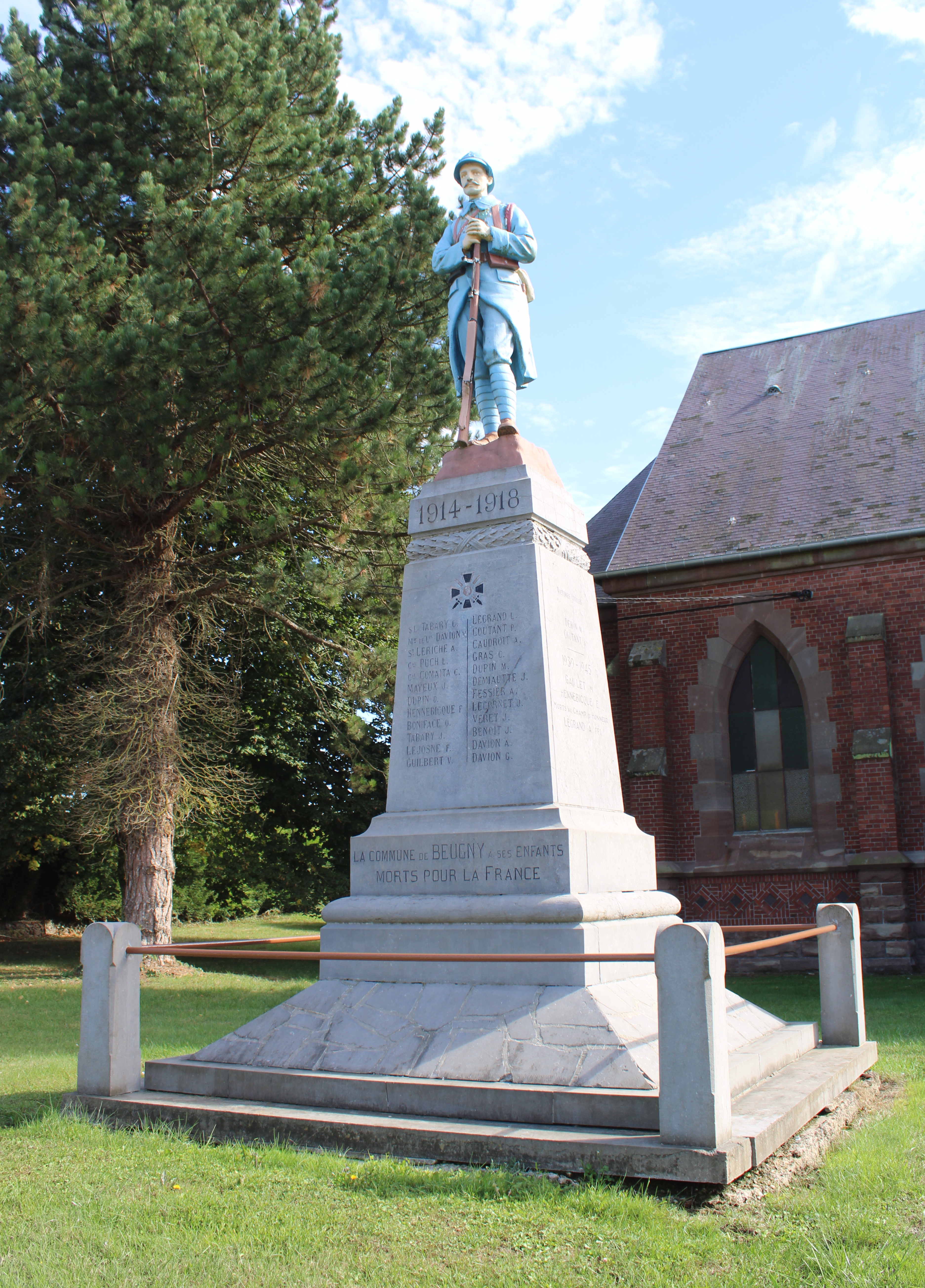
Gefallenendenkmal

- Wasserturm
- britischer Soldatenfriedhof

- Kirche Saint-Géry
- Ehemaliger Bahnhof
- Alte Feuerwehrspritze
- Britischer Soldatenfriedhof „Red Cross Corner Cemetery“
- Gefallenendenkmal